# Rut Bízková
Rut Bízková (ur. 19 lipca 1957) – czeska inżynier, urzędniczka państwowa i polityk, w 2010 minister środowiska.

## Życiorys
Z wykształcenia inżynier, absolwenta Wyższej Szkoły Chemiczno-Technologicznej w Pradze. Do 1994 pracowała w instytucie badań jądrowych w miejscowości Řež, następnie w biurze prasowym przedsiębiorstwa energetycznego ČEZ. Od 1990 należała do Partii Chrześcijańsko-Demokratycznej, w połowie lat 90. została członkinią Obywatelskiej Partii Demokratycznej. W 1996 została zatrudniona w resorcie środowiska. Od 2004 była doradcą wiceministra. W latach 2006–2010 pełniła funkcję wiceministra w tym resorcie.
Od kwietnia do lipca 2010 sprawowała urząd ministra środowiska w technicznym rządzie Jana Fischera. Na czas zajmowania tego stanowiska wycofała się z działalności w ODS, przywracając swoje członkostwo po odejściu z gabinetu. W latach 2010–2011 wykonywała obowiązki pierwszego wiceministra w resorcie środowiska.
W latach 2012–2016 była prezesem Agencji Technologicznej Republiki Czeskiej. Później została dyrektorem centrum innowacji w kraju środkowoczeskim.